# Souleymane Cissokho
Souleymane Cissokho (ur. 4 lipca 1991 roku w Dakarze) – francuski bokser, brązowy medalista igrzysk olimpijskich.
Podczas Letnich Igrzysk Olimpijskich w 2016 roku w Rio de Janeiro zdobył brązowy medal w wadze półśredniej.
22 kwietnia 2017 wygrał swoją pierwszą walkę zawodową przez nokaut w pierwszej rundzie.